# Вајт Милс (Пенсилванија)
Вајт Милс (енгл. White Mills) насељено је место без административног статуса у америчкој савезној држави Пенсилванија.

## Демографија
По попису из 2010. године број становника је 659.
| Група             | 2000.    | 2010.       |
| Белци             | 0 (0,0%) | 620 (94,1%) |
| Афроамериканци    | 0 (0,0%) | 7 (1,1%)    |
| Азијати           | 0 (0,0%) | 1 (0,2%)    |
| Хиспаноамериканци | 0 (0,0%) | 20 (3,0%)   |
| Укупно            | 0        | 659         |